# 萨莱克 (上加龙省)
萨莱克（法語：Saleich）是法国上加龙省的一个市镇，属于圣戈当区（Saint-Gaudens）萨利耶迪萨拉县（Salies-du-Salat）。该市镇总面积14.29平方公里，2009年时的人口为374人。

## 人口
萨莱克人口变化图示